# 上武道路

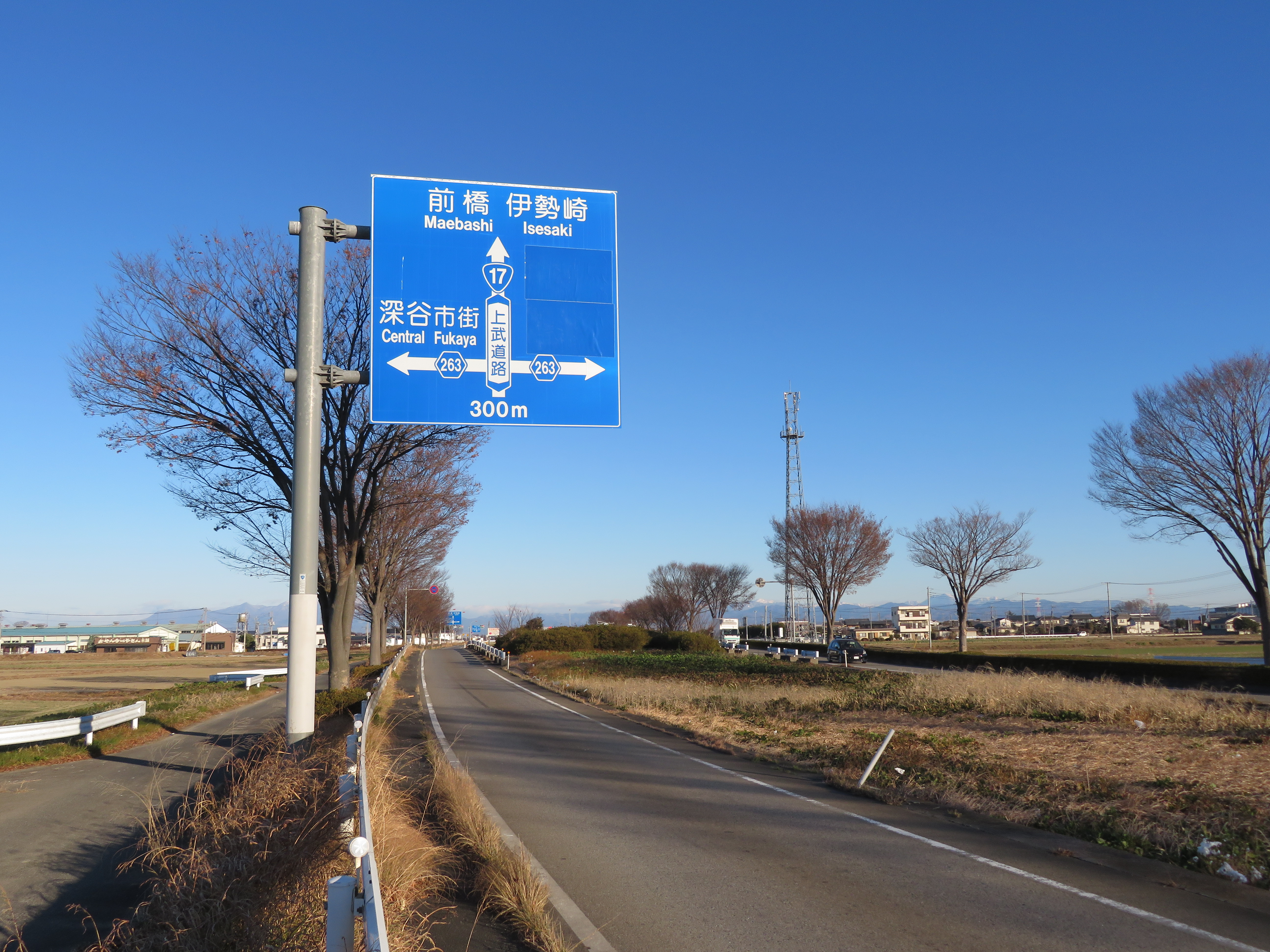
埼玉県深谷市本田ケ谷付近

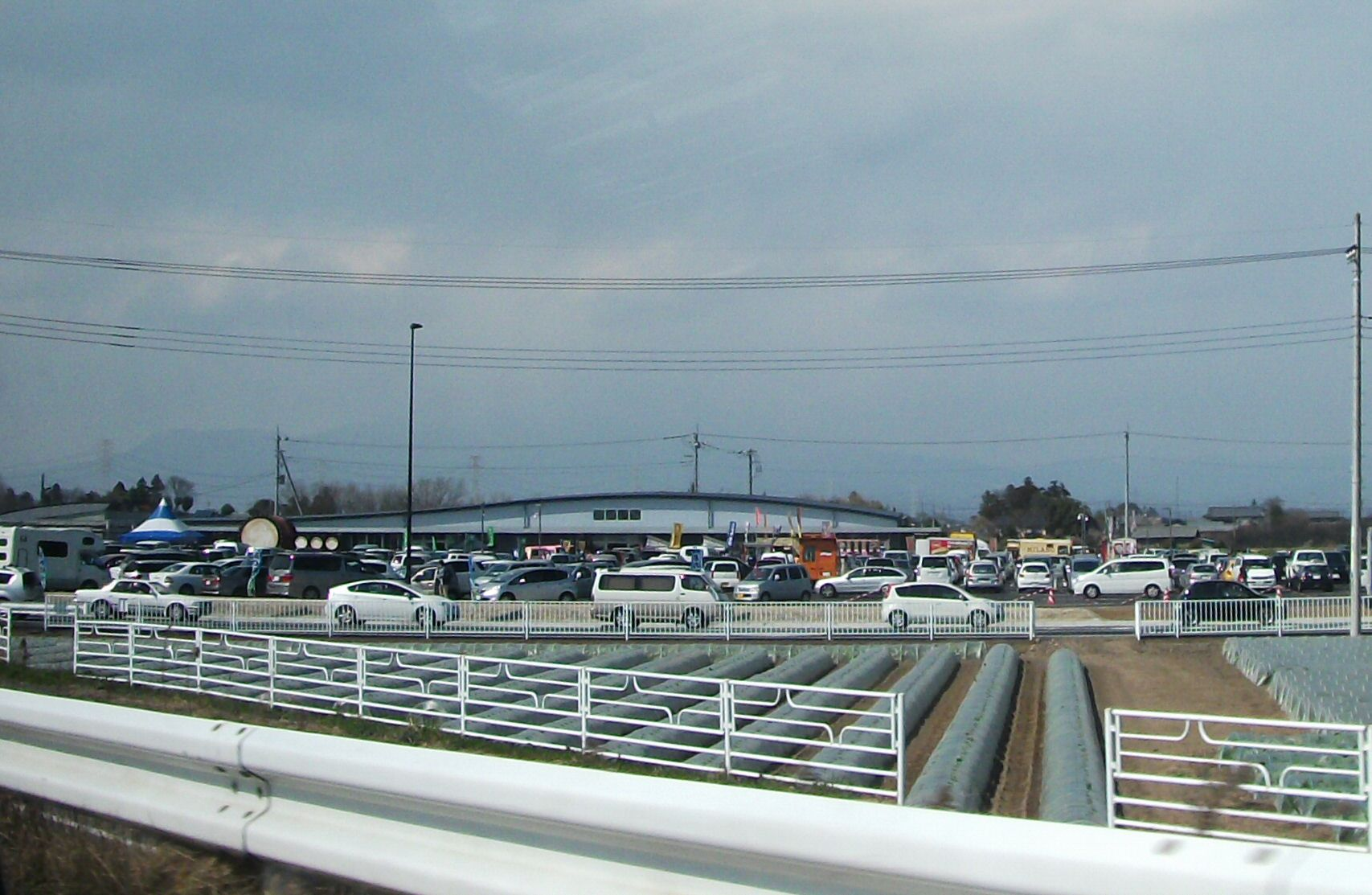
道の駅おおた

上武道路（じょうぶどうろ） は、埼玉県熊谷市西別府の上武インターチェンジ（深谷バイパス分岐）から群馬県前橋市田口町に至る国道17号バイパスである。上武国道（じょうぶこくどう）や上武バイパスとも呼称される。

## 概要
国道17号 現道は中山道で、埼玉県熊谷市・深谷市・本庄市・群馬県藤岡市・高崎市等を経由して前橋市へ向かう。しかし渋滞が多く、そのバイパスである深谷バイパスも渋滞するため、それらの根本的解決を目的として計画されたのが当バイパスである。地域高規格道路「熊谷渋川連絡道路」の一部として整備されるため、熊谷市 - 前橋市間をなるべく短距離で結んでおり、現道が経由する本庄市、藤岡市、高崎市を通らずに群馬県太田市や伊勢崎市等を経由している。
群馬県内における最後の未開通区間が2017年（平成29年）3月19日に開通したことで全通し、同時に熊谷バイパス・深谷バイパス・前橋渋川バイパスと合わせ埼玉県鴻巣市から群馬県渋川市に至る熊谷渋川連絡道路としても全通となった（ただし、熊谷・深谷バイパスは側道部のみ開通）。
全線開通後は交通量の増加に伴い埼玉県内全区間と群馬県内の前橋市上細井町以北の暫定2車線の区間がボトルネックとして顕在化しており、これらの区間では渋滞が頻発している。そのため、群馬県内においては4車線化の拡幅工事が進められる一方、埼玉県内でも4車線化へ向けた詳細設計が行われている。

### 路線データ
- 起点 : 埼玉県熊谷市西別府（上武IC）
- 終点 : 群馬県前橋市田口町
- 総延長 : 40.5 km
- 規格 : 第3種第1級
- 設計速度 : 80 km/h
- 幅員
  - 総幅員 : 39.500 m - 67.000 m
  - 本線幅員 : 18.250 m
    - 車線幅員 : 3.500 m

  - 側道幅員 : 8.000 m
    - 副道幅員 : 4.000 m
    - 歩道幅員 : 3.000 m
- 車線数
  - 群馬県太田市武蔵島町 - 前橋市上細井町（上武上細井交差点）（31.1 km）: 4車線
  - 上記以外の区間 : 暫定2車線

## 歴史

### 建設の背景
東京と群馬方面を結ぶ主要幹線として国道17号の存在が挙げられるが、旧・中山道をたどるルートのため市街地の中心部を通過することが多く慢性的に混雑しており、また道路そのものも鴻巣市旧吹上町以北 - 埼玉・群馬県境までは対面通行となっているため、交通量と道路状況が合っていないのが現状である。加えて、東京 - 新潟間を結ぶ関越自動車道も、練馬IC - 埼玉・群馬県境間においては川越や東松山方面を通る国道254号と並走しており、国道17号との接点が非常に少ない。これを改善するため、埼玉県内においては市街地の混雑を回避する目的で熊谷バイパス・深谷バイパスが建設されたが、さらに東京 - 新潟間の国道におけるショートカットを目的として、群馬県内を斜めに通過するルートが考えられた。これが熊谷渋川連絡道路であり、上武道路は一部となっている。また位置的には関越自動車道と東北自動車道のほぼ中間に存在するため、南北方向の高速道路網が無い地域を補完する目的もある。

### 年表
- 1970年度（昭和45年度） : 国道50号以南のうち、延長18.4 kmが都市計画決定[7]。太田市粕川町（国道354号（現・群馬県道142号綿貫篠塚線）交点） - 前橋市今井町（国道50号交点）間延長18.9 kmが事業化[4][5]。
- 1971年度（昭和46年度） : 熊谷市西別府（起点） - 新上武大橋南詰間延長5.0 kmが事業化[4][5]。
- 1973年度（昭和48年度） : 新上武大橋南詰 - 太田市粕川町（国道354号交点）延長3.5 kmが事業化され、起点 - 前橋市今井町（国道50号交点）までの全区間事業化[4][5]。
- 1974年度（昭和49年度） : 用地着手[4][5]。
- 1975年度（昭和50年度） : 工事着手[4][5]。
- 1981年（昭和56年）3月27日 : 延長5.0 kmが暫定2車線で開通[4][5]。
- 1982年（昭和57年）4月8日 : 延長3.0 kmが暫定2車線で開通[4][5]。
- 1983年度（昭和58年度） - 1986年度（昭和61年度） : 国道50号以南のうち、延長9.0 kmが都市計画決定[7]。
- 1986年（昭和61年）11月11日 : 延長2.7 kmが暫定2車線で開通[4][5]。
- 1988年（昭和63年）
  - 1月20日 : 延長2.7 kmが暫定2車線で開通[4][5]。
  - 年度 : 前橋市今井町（国道50号交点） - 前橋市田口町（終点）間延長13.1 kmが都市計画決定[7]。太田市世良田町 - 伊勢崎市境三ツ木間延長2.18 kmを立体化する「尾島・境立体」事業化[8]。
- 1989年（平成元年）
  - 3月3日 : 延長3.0 kmが暫定2車線で開通。これにより当初事業区間の太田市粕川町 - 前橋市今井町全区間開通[4][5]。
  - 年度 : 前橋市今井町（国道50号交点） - 同市上泉町（前橋大間々桐生線交点）（7工区）延長4.9 km事業化[4][5][9][10]。
- 1990年度（平成2年度） : 「尾島・境立体」用地着手[11]。
- 1991年度（平成3年度） : 前橋市今井町（国道50号交点） - 同市上泉町（前橋大間々桐生線交点）（7工区）用地着手[12][10]。
- 1992年（平成4年）
  - 2月20日 : 熊谷市西別府（起点） - 太田市粕川町間延長8.5 kmが暫定2車線で開通。起点から国道50号までの全区間が開通[4][5]。
  - 年度 : 「尾島・境立体」工事着手[11]。
- 1995年（平成7年度） : 伊勢崎IC関連として伊勢崎市境上渕名 - 同市三和町間延長5.2 kmの4車線化事業の用地・工事着手[11]。
- 2000年（平成12年）
  - 3月4日 : 「尾島・境立体」尾島町世良田（現 太田市世良田町） - 佐波郡境町三ツ木（現 伊勢崎市境三ツ木）の立体化「尾島・境立体」が暫定2車線で開通[10]。

- - 3月21日 : 伊勢崎IC関連として整備された伊勢崎市境上渕名 - 同市三和町間延長5.2 kmが4車線化[4][5][10]。
  - 年度 : 前橋市今井町（国道50号交点） - 同市上泉町（前橋大間々桐生線交点）（7工区）工事着手[12][10]。
- 2001年度（平成13年度） : 前橋市上泉町（前橋大間々桐生線交点） - 同市田口町（現道交点）の延長8.2 km事業化[4][5]。
- 2003年（平成15年）3月18日 : 延長1.6 kmが4車線化[4][5]。
- 2004年（平成16年）2月25日 : 延長0.7 kmおよび延長1.9 kmが4車線化[4][5]。
- 2005年（平成17年）
  - 3月20日 : 国道50号・前橋市今井町 - 同市富田町（藤岡大胡線交点）間延長2.0 kmが暫定2車線で開通[4][5]。
  - 年度 : 前橋市上泉町（前橋大間々桐生線交点） - 同市田口町（現道交点）間延長8.2 km用地着手[12]
  - 6月28日 : 延長0.8 kmが4車線化[4][5]。
  - 11月7日 : 延長0.7 kmが4車線化。これにより伊勢崎市境上渕名 - 前橋市今井町間延長10.9 kmの全区間4車線化[4][5]。
- 2008年（平成20年）6月22日 : 前橋市富田町（藤岡大胡線交点） - 同市上泉町（前橋大間々桐生線交点）間延長2.9 kmが暫定2車線で開通[4][5][9]。
- 2009年（平成21年）3月18日 - 太田市粕川町 - 同市世良田町間延長1.35 kmおよび伊勢崎市境三ツ木 - 伊勢崎市境下渕名間延長3.50 km（両区間中間部の尾島境立体を除く）が4車線化[4][5][13]。
- 2010年（平成22年）3月31日 - 太田市阿久津町（阿久津交差点） - 同市安養寺町（安養寺交差点）間延長1.4 kmが4車線化[4][5][14]。
- 2012年（平成24年）
  - 2月28日 : 太田市武蔵島町（尾島PA） - 同市阿久津町（阿久津交差点）間延長1.1 kmが4車線化[5][15]。
  - 11月27日 : 太田市安養寺町（安養寺東交差点） - 同市粕川町（道の駅おおた交差点）間延長0.1 km（安養寺跨道橋）および伊勢崎市境下渕名（流通団地前交差点） - 同市境上渕名（大国神社東交差点）間延長1.3 km（渕名高架橋）が4車線化[5][16]。
  - 12月22日 : 前橋市上泉町（前橋大間々桐生線交点） - 前橋市上細井町（前橋赤城線交点）間延長4.7 kmが暫定2車線で開通[5][17]。
- 2014年（平成26年）3月20日 : 太田市世良田町 - 伊勢崎市境三ツ木間延長1.7 km（尾島・境高架橋）が4車線化。これにより、太田市武蔵島町 - 前橋市今井町（国道50号交点）間延長21.4 kmが完全4車線化された[5][18]。
- 2017年（平成29年）
  - 3月19日 : 前橋市上細井町（前橋赤城線交点） - 同市田口町間（現道・前橋渋川バイパス交点、田口町南交差点）延長3.5 kmが暫定2車線で開通。これにより上武道路全線開通[1]。
  - 12月20日 : 前橋市江木町 - 前橋市上泉町間延長2.5 kmが4車線化[19]。
- 2021年（令和3年）9月10日 : 前橋市上泉町（上武上泉交差点） - 同市鳥取町間（上武鳥取交差点）延長2.6 kmが4車線化[19]。
- 2023年（令和5年）2月28日 : 前橋市鳥取町（上武鳥取交差点） - 同市上細井町（上武上細井交差点）間延長2.1 kmが4車線化[20][21]。
- 2024年（令和6年）3月25日 : 群馬県前橋市今井町 - 同市富田町間延長2.4 kmの4車線化[22]。

## 路線状況
埼玉県と群馬県の県境「利根川」には新上武大橋が架かる。昼・夜に関わらず交通量が多く、夜間はトラックの往来が激しい。路面は1981年（昭和56年）に開通した区間は一般的にアスファルトを使用しているが、1992年（平成4年）に開通した区間は新上武大橋を除き、静粛性を高めるためにコンクリートとなっている。
新上武大橋の群馬県側には上下線ともに休憩施設（尾島パーキングエリア）があり、トイレが設置されている。昼・夜に関わらず長距離トラックドライバーの仮眠場所とされているが、2012年（平成24年）3月30日に前橋方面に3 kmほどの太田市粕川町に「道の駅おおた」が開設された。
最後の未開通区間となる前橋市上細井町 - 前橋渋川バイパス間は、用地買収と工事が進められており、2016年度（平成28年度）の開通予定とされていた。
2016年（平成28年）10月6日、未開通区間の建設現場で鉄鋼スラグに類似する不純物が発見され、安全確認のため、12月4日まで工事が中断されていた。群馬県による調査の結果、この不純物は現場にもともと埋没していたものではなく、工事で使用された天然砕石の採掘作業時に鉄鋼スラグが混入し持ち込まれたものであることが確認された。鉄鋼スラグの問題はあったが、予定通り2016年度（平成28年度）内の2017年（平成29年）3月19日に全線開通した。
また、4車線化拡幅工事を順次進められており、太田市安養寺町 - 伊勢崎市境下渕名 間の跨道橋などの部分（延長2.5 km）は2012年（平成24年）11月27日に、伊勢崎市・太田市境の尾島境立体 (延長1.7 km) は2014年（平成26年）3月20日にそれぞれ4車線化され、これにより群馬県内では利根川から前橋市今井町の国道50号交差部にかけての延長約21 kmが完全4車線化された。国道50号以北の4車線化は順次進められ、2024年（令和6年）3月25日に上細井町まで4車線化された。

### 道路施設

#### 道の駅
- おおた（群馬県太田市粕川町）
- まえばし赤城（群馬県前橋市田口町）

### 交通量
平日24時間交通量（台)（平成27年度道路交通センサスより）
- 深谷市石塚1006 : 23,262
- 伊勢崎市三和町2717 : 45,594
- 前橋市荒口町 : 6,400
- 前橋市富田町 : 5,564
- 前橋市江木町 : 2,351

## 地理

### 通過する自治体
- 埼玉県
  - 熊谷市 - 深谷市
- 群馬県
  - 太田市 - 伊勢崎市 - 前橋市

### 交差する道路
- 上側が起点側、下側が終点側。左側が上り側、右側が下り側。
- 交差する道路の特記がないものは市道。
- 立体交差の欄は、○：一般的な立体交差（陸橋）、予：立体交差（陸橋）のスペースがあるが平面交差運用、（空欄）:平面交差、イ：インターチェンジ構造

| 国道17号（深谷バイパス） さいたま・行田方面   | -                                      | 埼玉県 | 熊谷市   | 上武IC             | 2/4 | 予 |
| 埼玉県道263号弁財深谷線                       | 埼玉県道263号弁財深谷線                | 埼玉県 | 深谷市   | 本田ヶ谷           | 2/4 | 予 |
| 埼玉県道127号深谷飯塚線                       | 埼玉県道127号深谷飯塚線                | 埼玉県 | 深谷市   | 堀米               | 2/4 | 予 |
| 群馬県道275号由良深谷線                       |                                        | 群馬県 | 太田市   | -                  | 4/4 | ○  |
| 群馬県道298号平塚亀岡線                       | 群馬県道298号平塚亀岡線                | 群馬県 | 太田市   | 阿久津             | 4/4 |    |
| 群馬県道142号綿貫篠塚線（旧国道354号）        | 群馬県道142号綿貫篠塚線（旧国道354号） | 群馬県 | 太田市   | 安養寺             | 4/4 | ○  |
| 群馬県道69号大間々世良田線                    | 群馬県道69号大間々世良田線             | 群馬県 | 太田市   | 上武世良田         | 4/4 | ○  |
| 群馬県道312号太田境東線（例幣使街道）         | 群馬県道312号太田境東線（例幣使街道）  | 群馬県 | 太田市   | 小角田西           | 4/4 | ○  |
| 国道354号（東毛広域幹線道路）                 | 国道354号（東毛広域幹線道路）          | 群馬県 | 伊勢崎市 | 境三ッ木           | 4/4 | ○  |
| 群馬県道292号伊勢崎新田上江田線               | 群馬県道292号伊勢崎新田上江田線        | 群馬県 | 伊勢崎市 | 大国神社東         | 4/4 |    |
| 群馬県道291号境木島大間々線                   | 群馬県道291号境木島大間々線            | 群馬県 | 伊勢崎市 | 上渕名上武道下南   | 4/4 | ○  |
| 群馬県道2号前橋館林線                         | 群馬県道2号前橋館林線                  | 群馬県 | 伊勢崎市 | 上渕名上武道下     | 4/4 | ○  |
| 群馬県道39号足利伊勢崎線                      | 群馬県道39号足利伊勢崎線               | 群馬県 | 伊勢崎市 | 流通団地前         | 4/4 |    |
| 群馬県道68号桐生伊勢崎線                      | 群馬県道68号桐生伊勢崎線               | 群馬県 | 伊勢崎市 | あずま跨道橋       | 4/4 | ○  |
| 群馬県道293号香林羽黒線                       | 群馬県道293号香林羽黒線                | 群馬県 | 伊勢崎市 | 三和跨道橋         | 4/4 | ○  |
| E50北関東自動車道 伊勢崎IC                    | E50北関東自動車道 伊勢崎IC             | 群馬県 | 伊勢崎市 | 伊勢崎IC           | 4/4 | イ |
| 群馬県道73号伊勢崎大間々線                    | 国道462号                              | 群馬県 | 伊勢崎市 | 赤城見大橋         | 4/4 | ○  |
| -                                             | 群馬県道103号深津伊勢崎線              | 群馬県 | 伊勢崎市 | 聖苑入口           | 4/4 |    |
| 群馬県道103号深津伊勢崎線                     |                                        | 群馬県 | 伊勢崎市 | 華蔵寺公園(北)入口 | 4/4 |    |
| 群馬県道114号苗ヶ島飯土井線                   | 群馬県道114号苗ヶ島飯土井線            | 群馬県 | 前橋市   | 飯土井町           | 4/4 |    |
| 群馬県道74号伊勢崎大胡線                      | 群馬県道74号伊勢崎大胡線               | 群馬県 | 前橋市   | 江龍跨道橋         | 4/4 | ○  |
| 国道50号（東前橋拡幅）                        | 国道50号（前橋笠懸道路）               | 群馬県 | 前橋市   | 今井第一跨道橋     | 4/4 | ○  |
| 群馬県道40号藤岡大胡線                        | 群馬県道40号藤岡大胡線                 | 群馬県 | 前橋市   | 富田第一跨道橋     | 4/4 | ○  |
| 群馬県道76号前橋西久保線                      | 群馬県道76号前橋西久保線               | 群馬県 | 前橋市   | 富田第二跨道橋     | 4/4 | ○  |
| 群馬県道3号前橋大間々桐生線                   | 群馬県道3号前橋大間々桐生線            | 群馬県 | 前橋市   | 上武亀泉北         | 4/4 | イ |
| 群馬県道4号前橋赤城線                         | 群馬県道4号前橋赤城線                  | 群馬県 | 前橋市   | 上細井町           | 4/4 | ○  |
| 群馬県道151号津久田停車場前橋線               | 群馬県道151号津久田停車場前橋線        | 群馬県 | 前橋市   | 上武青柳北         | 2/4 | イ |
| 群馬県道161号南新井前橋線                     | 群馬県道161号南新井前橋線              | 群馬県 | 前橋市   | 青柳町             | 2/4 | ○  |
| 国道291号（旧国道17号）                       | 国道17号現道（前橋市街・高崎方面）     | 群馬県 | 前橋市   | 田口町南           | 2/4 | ○  |
| 国道17号 現道（前橋渋川バイパス）（渋川方面） |                                        |        |          |                    |     |    |

※ 立体交差は、伊勢崎IC以外の全てが、上武道路の本線が陸橋で交差する道路を跨いでいる。

### 沿線
- 別府沼公園
- 熊谷市立別府小学校
- 大里広域 熊谷衛生センター
- 深谷市立明戸小学校
- 太田市立尾島中学校
- 太田市役所尾島庁舎
- 東武伊勢崎線
  - 世良田駅
- 新田西部工業団地
  - 日野自動車新田工場
- 境上武工業団地
  - 積水化学工業群馬工場
  - GSユアサ群馬事業所
  - 白十字群馬第二工場
- スマーク伊勢崎
- 両毛線
- SANKYO三和工場
- 上毛新聞印刷センター
- 波志江沼
- 群馬県立ふれあいスポーツセンター
- 城南工業団地
- 飯土井沼
- 今井沼
- 前橋市消防局南消防署城南分署
- 前橋総合運動公園
- 前橋城南病院
- 前橋市立桂萱東小学校
- 上毛電鉄
  - 心臓血管センター駅
- 群馬リハビリパーク
- 群馬県立心臓血管センター
- 五代工業団地
- ベイシア前橋ふじみモール

### 接続するバイパスの位置関係
（さいたま・行田方面） - 深谷バイパス - 上武道路 - 前橋渋川バイパス - （沼田方面）